# Pietro Belverte
Pietro Belverte (Bergamo, Seconda metà del XV secolo – Napoli, 1512) è stato uno scultore italiano.

## Biografia
Artista che dal nord Italia si trasferì a Napoli nei primi anni novanta del Quattrocento con la famiglia ed aprì una bottega di scultura. In poco tempo si specializzò nella rappresentazione di figure sacre e in particolare nei presepe lignei. Mastro Pietro Belverte portò con se le tecniche dell'intaglio del legno in uso nel settentrione, caratterizzate da tratti severi e da un minuzioso realismo descrittivo che riuscì ad ammorbidire combinandole con le finiture policrome e le preziose decorazioni dorate ad arabesco delle vesti, frutto della contaminazione degli artisti iberici presenti nella città partenopea all'inizio del Cinquecento.
Pur essendo bergamasco amava definirsi "Veneziano cittadino di Napoli", come riportato anche da Pietro Summonte in una lettera del 1524 indirizzata a Marcantonio Michiel
Dal 1507 fu maestro di Giovanni Merliano o Miriliano detto Giovanni da Nola. 
Allo stesso anno risalgono i primi documenti relativi a commissioni di opere: i battenti del portale della Basilica della Santissima Annunziata e l'ancona d'altare della Chiesa dei Santi Crispino e Crispiniano detta de' calzolari. 
Sempre nel 1507 realizzò il presepe Carafa. Delle 28 statue ligneea grandezza naturale commissionate da Ettore Carafa per i frati domenicani della chiesa di San Domenico Maggiore restano soltanto quelle della Madonna, San Giuseppe, l'asino e il bue e sono esposte nel Cappellone del Crocifisso miracoloso. Il Bambinello, trafugato alla fine degli anni settanta, è stato sostituito con una copia nel 2022. Per la prima volta nella storia del presepe la rappresentazione della natività veniva ambientata all'interno di una grotta di vere rocce ed era affiancata da una taverna, caratteristica questa ancora presente nell'arte presepiale napoletana.
Nel 1508 concesse la mano della figlia Vittoria a Francesco di Bernardo, un giovane veneziano che lavorava nella sua bottega e che accolse pure in casa sua
Morì probabilmente prima del 1513, in quanto la riscossione degli ultimi compensi relativi alla realizzazione della cona dell'Arte dei calzolai venne curata dal tutore dei suoi quattro figli.

## Opere
- Cona dell'Arte de' Calzolari (1507-1508) - Chiesa dei Santi Crispino e Crispiniano;
- Presepe Carafa (1507-1508) - Cappellone del Crocifisso nella Chiesa di san Domenico Maggiore;
- Battenti lignei del portale della Basilica della Santissima Annunziata Maggiore (1507-1513), intagliati con l'aiuto di Giovanni da Nola.

## Galleria d'immagini

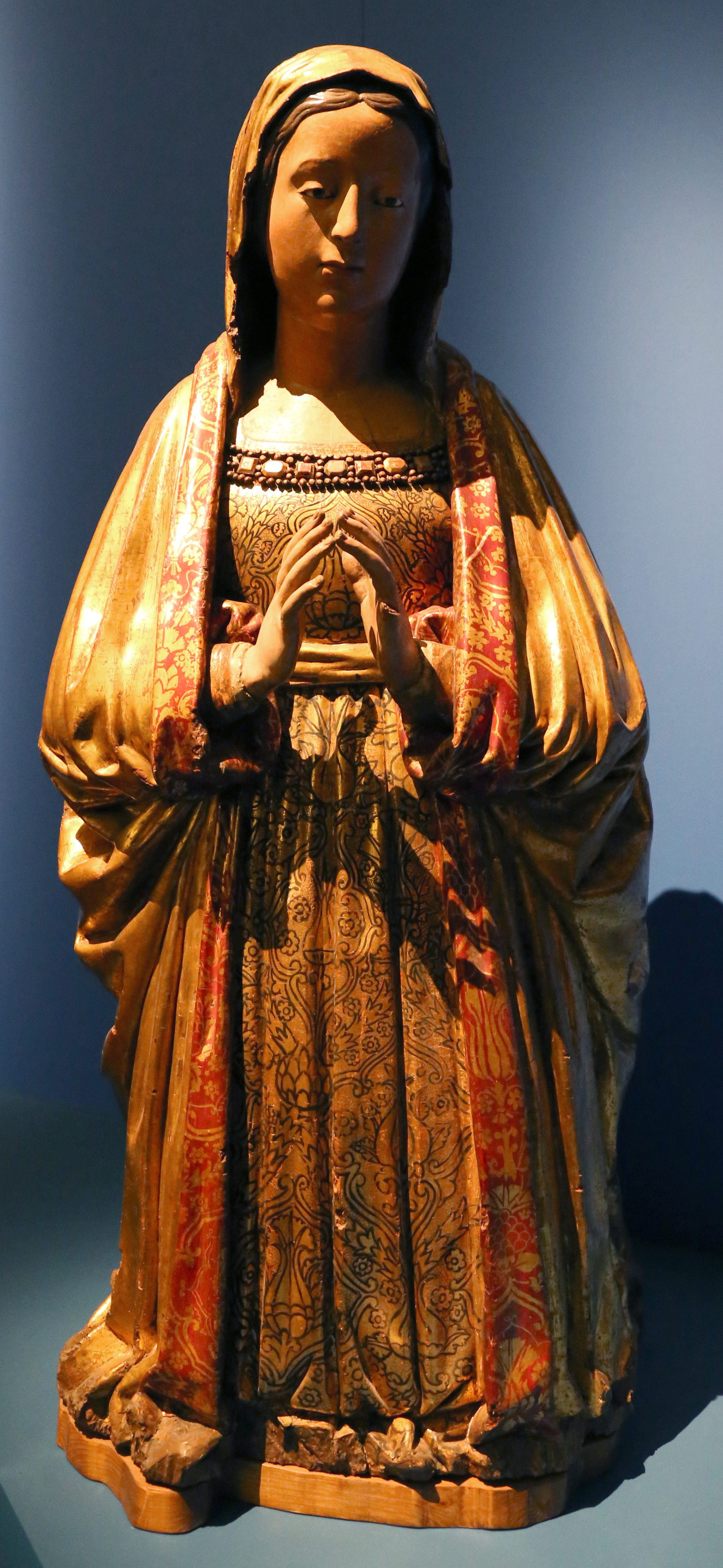
Pietro Belverte 1507-1508 Statua della Vergine Maria - Presepe Carafa
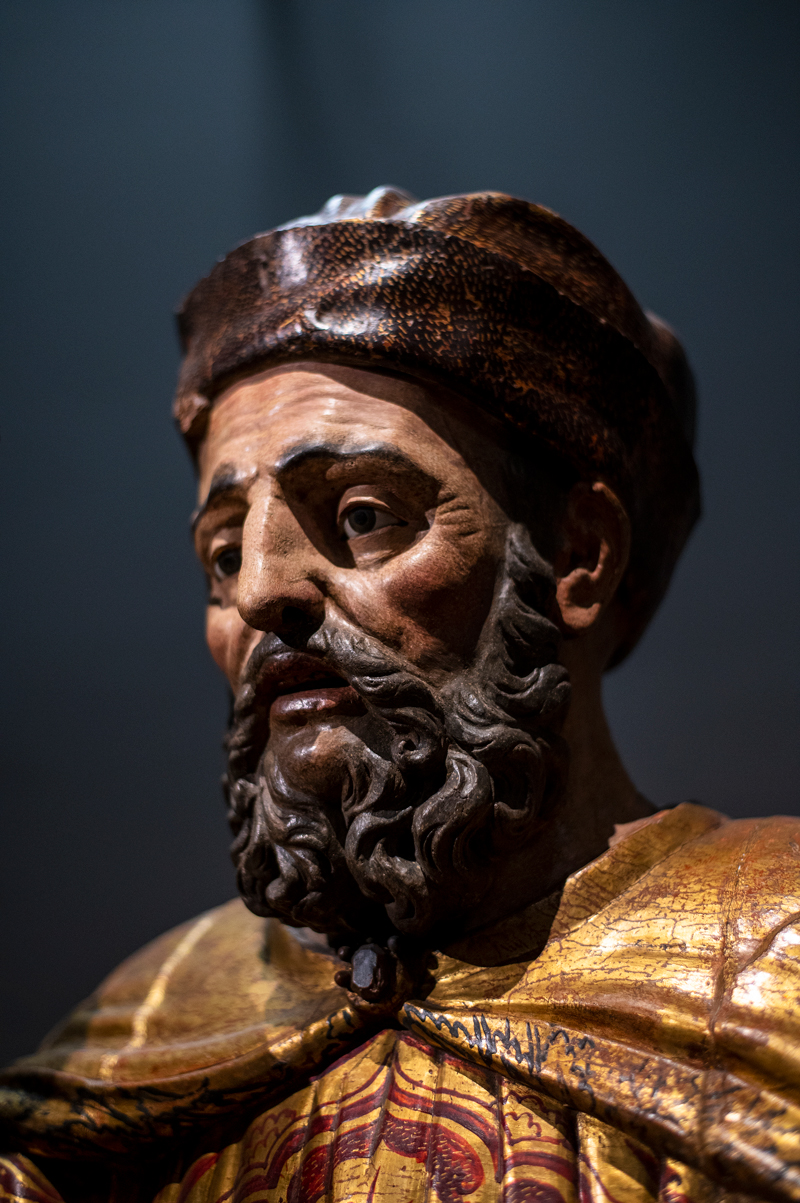
Pietro Belverte 1507-1508 Statua di San Giuseppe- Presepe Carafa (particolare)
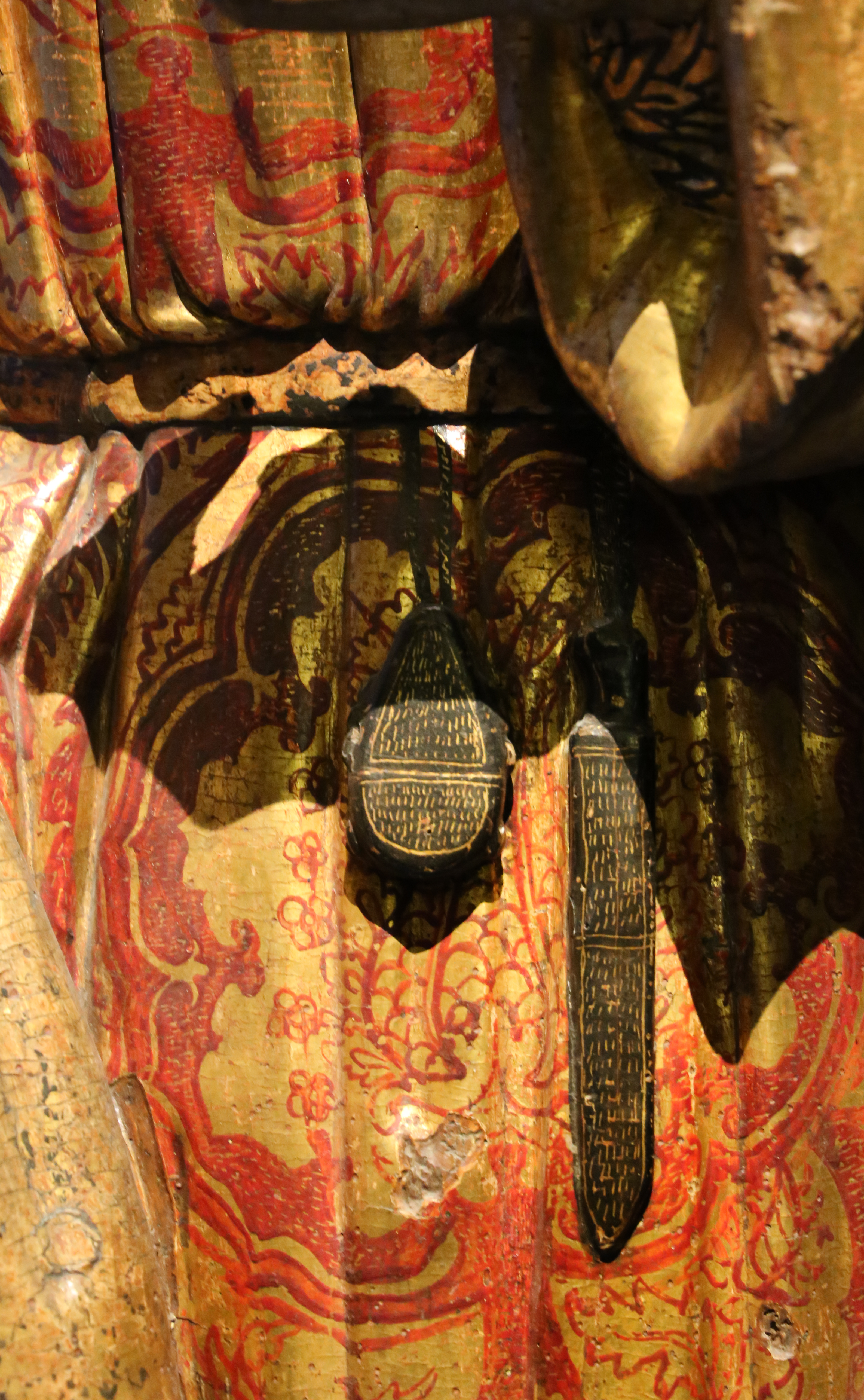
Pietro Belverte 1507-1508 Statua di San Giuseppe - Presepe Carafa (particolare della cintura e del portamonete)
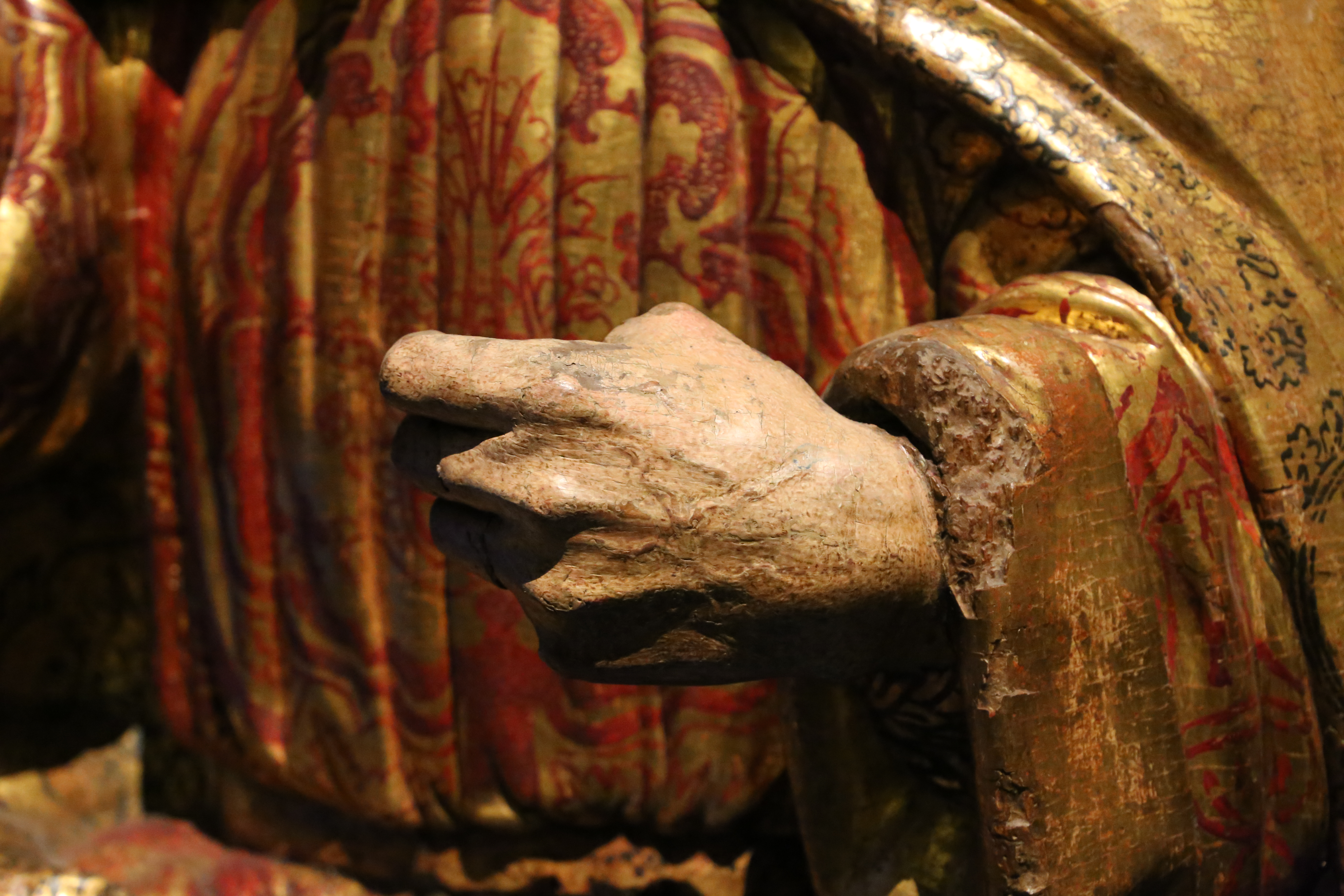
Pietro Belverte 1507-1508 Statua di San Giuseppe - Presepe Carafa (particolare)
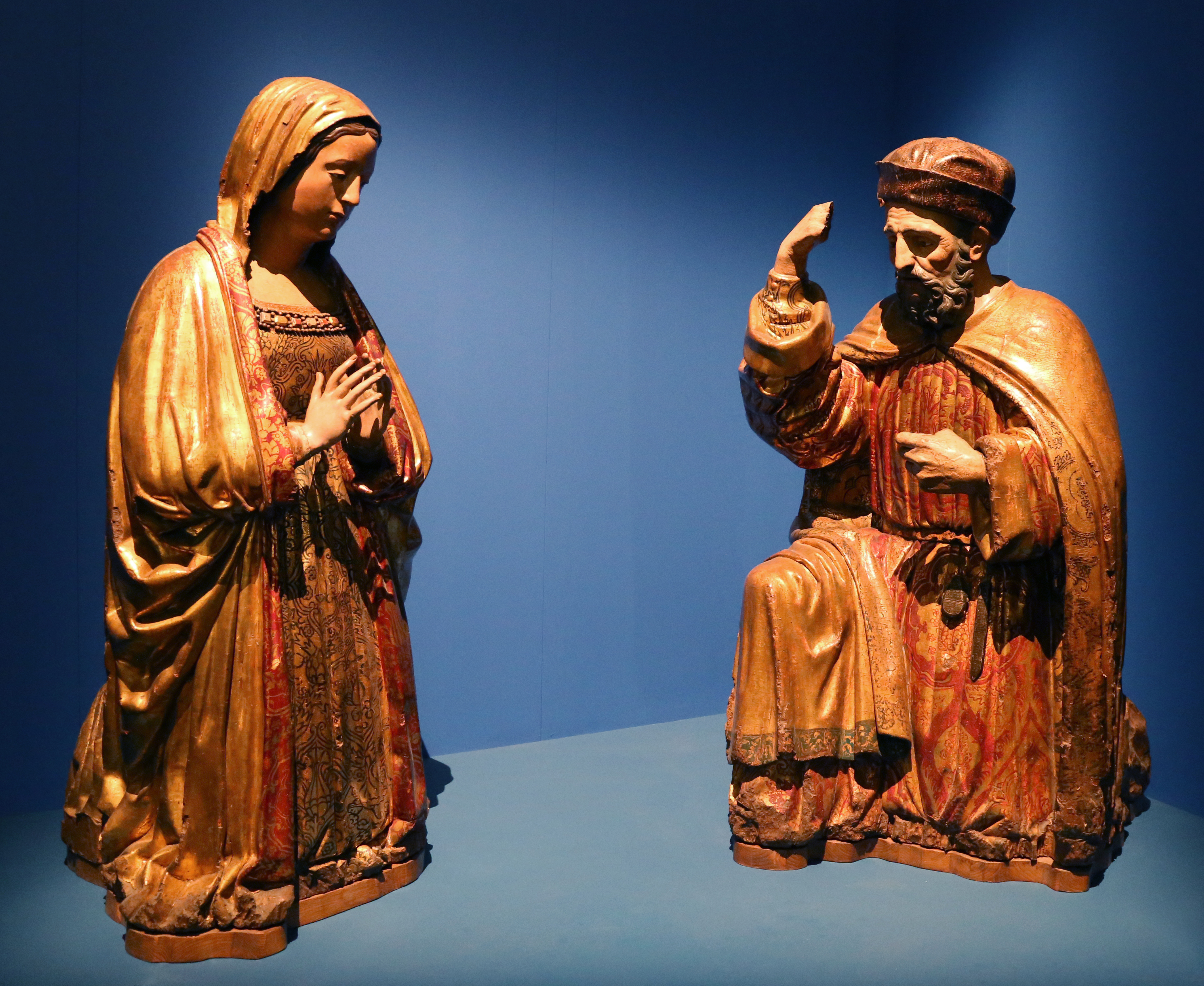
Pietro Belverte 1507-1508 - Presepe Carafa - Napoli - Basilica di San Domenico Maggiore
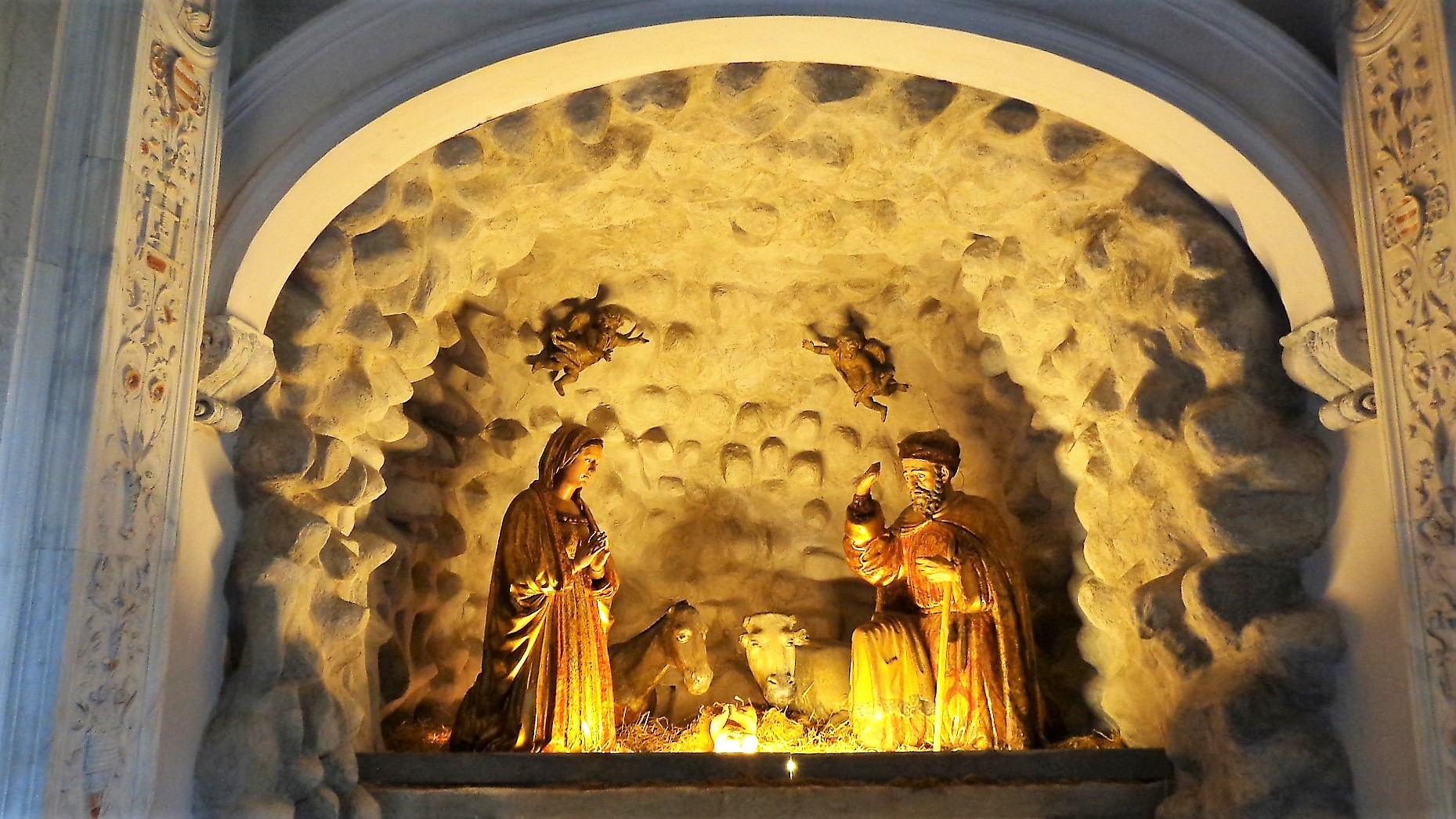
Pietro Belverte 1507-1508 - Presepe Carafa - Napoli - Basilica di San Domenico Maggiore